# Willkommen zu Hause, Roscoe Jenkins
Willkommen zu Hause Roscoe Jenkins (Originaltitel: Welcome Home, Roscoe Jenkins) ist eine US-amerikanische Filmkomödie aus dem Jahr 2008. Regie führte Malcolm D. Lee, der auch das Drehbuch schrieb.

## Handlung
Roscoe Jenkins tritt unter dem Namen Dr. RJ Stevens in Talkshows auf. Er ist erfolgreich und hat zahlreiche Fans, aber er meint trotzdem, er habe nichts Bedeutendes erreicht. Jenkins ist mit der ebenfalls im Showgeschäft tätigen Bianca Kittles verlobt und hat einen zehnjährigen Sohn, Jamaal.
Jenkins, sein Sohn und Kittles reisen in den Heimatort von Jenkins, wo die Eltern des Entertainers den 50. Hochzeitstag feiern. Sein letzter Besuch liegt neun Jahre zurück. Er trifft Lucinda Allen, um die er einst warb. Jenkins erinnert sich an seine Motive, die ihn einst zum Wegziehen bewegt haben. Er bekommt Zweifel, ob er richtig gehandelt hat.

## Kritiken
Justin Chang schrieb in der Zeitschrift Variety vom 8. Februar 2008, der Film biete „fette Witze“, „derben Klamauk“, Klischees über Afroamerikaner in Südstaaten und gelegentlich inspirierte Improvisation. Lawrence überlasse mutig den komödiantischen Schwerpunkt anderen Darstellern wie Mike Epps, Michael Clarke Duncan und Mo’Nique, die alle gewandt seien („Lawrence gamely cedes the comic spotlight to Epps, Duncan and Mo’Nique -- skillful performers all“).
Sheri Linden bezeichnete den Film in der Zeitschrift The Hollywood Reporter vom 8. Februar 2008 als eine „hektische“ Komödie, die für die familiären Werte werbe. Das formelhafte Drehbuch sei eine Entschuldigung für die talentierten Darsteller. Die lustigsten Szenen seien jene, in den die Schauspieler während des Abspanns improvisieren würden.

## Hintergründe
Der Film wurde in Shreveport und in Minden in Louisiana gedreht. Er startete in den Kinos der USA am 8. Februar 2008 und spielte dort bis zum 23. März 2008 ca. 42 Millionen US-Dollar ein.